# Клязьминское сельское поселение
Кля́зьминское се́льское поселе́ние — муниципальное образование в Ковровском районе Владимирской области Российской Федерации.
Административный центр — село Клязьминский Городок.

## География
Высота над уровнем моря на территории поселения колеблется от 93 до 150 метров. Крупная река — Клязьма. Большую часть территории занимают ковровские леса, которые славятся изобилием животного мира. Озёр и различных прудов мало. В основном они засушиваются или загрязняются. Столица поселения — Клязьминский городок находится в 17 км от Коврова на берегу Клязьмы.
Клязьминское сельское поселение граничит:
на севере — с Ивановской областью,
на востоке — с Вязниковским районом,
на юге — с Ивановским сельским поселением и с Новосельским сельским поселением,
на западе — с г. Ковров, Малыгинское сельское поселение.

## История
Клязьмо-Городецкий сельсовет образован в 1920-х годах в составе Осиповской волости Ковровского уезда, с 1929 года — в составе Ковровского района, в 1954 году Клязьмо-Городецкий, Репниковский и Стародеревенский сельсоветы объединены в Клязьминский сельсовет. 
Клязьминское сельское поселение образовано 11 мая 2005 года в соответствии с Законом Владимирской области № 52-ОЗ. В его состав вошли территории бывших Клязьминского, Осиповского, Пантелеевского и Санниковского сельсоветов.

## Население
| 2010  | 2011  | 2012  | 2013  | 2014  | 2015  | 2016  | 2017  | 2018  |
| ----- | ----- | ----- | ----- | ----- | ----- | ----- | ----- | ----- |
| 5031  | ↘5022 | ↗5080 | ↘5074 | ↘5064 | ↘5031 | ↘4988 | ↘4872 | ↘4807 |
| 2019  | 2020  | 2021  |       |       |       |       |       |       |
| ↘4753 | ↘4744 | ↗5520 |       |       |       |       |       |       |

## Состав сельского поселения
| №  | Населённый пункт          | Тип населённого пункта          | Население |
| -- | ------------------------- | ------------------------------- | --------- |
| 1  | Андреевка                 | деревня                         | ↗51       |
| 2  | Ащерино                   | деревня                         | ↗34       |
| 3  | Ащеринский карьер         | посёлок                         | ↗41       |
| 4  | Бабериха                  | деревня                         | ↗37       |
| 5  | Берчаково                 | деревня                         | ↗11       |
| 6  | Близнино                  | деревня                         | ↗19       |
| 7  | Верейки                   | деревня                         | ↘7        |
| 8  | Глебово                   | деревня                         | ↘350      |
| 9  | Говядиха                  | деревня                         | ↗25       |
| 10 | Голышево                  | деревня                         | ↗37       |
| 11 | Гостюхино                 | деревня                         | ↘78       |
| 12 | Гостюхино                 | посёлок железнодорожной станции | ↘25       |
| 13 | Гостюхинского карьера     | посёлок                         | ↘30       |
| 14 | Гридино                   | деревня                         | →133      |
| 15 | Дорониха                  | деревня                         | ↗38       |
| 16 | Достижение                | посёлок                         | ↘839      |
| 17 | Душкино                   | деревня                         | →8        |
| 18 | Ениха                     | деревня                         | ↗22       |
| 19 | Зайкино                   | деревня                         | ↗8        |
| 20 | Игумново                  | деревня                         | ↗57       |
| 21 | Канабьево                 | деревня                         | ↗33       |
| 22 | Карики                    | деревня                         | ↗61       |
| 23 | Кирпичного завода         | посёлок                         | →0        |
| 24 | Клязьминский Городок      | село, административный центр    | ↘894      |
| 25 | Княгинкино                | деревня                         | ↗13       |
| 26 | Княжская                  | деревня                         | ↗54       |
| 27 | Кочетиха                  | деревня                         | ↗7        |
| 28 | Красная Грива             | деревня                         | ↗39       |
| 29 | Крестниково               | деревня                         | ↗38       |
| 30 | Крестниково               | посёлок                         | ↗310      |
| 31 | Кувезино                  | деревня                         | ↗25       |
| 32 | Куземино                  | деревня                         | →0        |
| 33 | Мальчиха                  | деревня                         | ↗2        |
| 34 | Мисайлово                 | деревня                         | ↗6        |
| 35 | Мицино                    | деревня                         | ↗31       |
| 36 | Мошачиха                  | деревня                         | ↗33       |
| 37 | Обращиха                  | деревня                         | ↗36       |
| 38 | Овсянниково               | деревня                         | ↗30       |
| 39 | Осипово                   | село                            | ↗225      |
| 40 | Пантелеево                | село                            | ↗269      |
| 41 | Петровское                | деревня                         | →0        |
| 42 | Плосково                  | деревня                         | ↗34       |
| 43 | Погорелка                 | деревня                         | ↗41       |
| 44 | Прудищи                   | деревня                         | ↗7        |
| 45 | Репники                   | деревня                         | ↗22       |
| 46 | Рябинницы                 | деревня                         | ↗8        |
| 47 | Санатория имени Абельмана | посёлок                         | ↘133      |
| 48 | Санниково                 | село                            | ↘319      |
| 49 | Сельцо                    | деревня                         | ↗33       |
| 50 | Скоморохово               | деревня                         | ↗39       |
| 51 | Старая                    | деревня                         | ↘411      |
| 52 | Степаново                 | деревня                         | ↗26       |
| 53 | Сувориха                  | деревня                         | ↗13       |
| 54 | Фатьяново                 | деревня                         | ↗10       |
| 55 | Федюнино                  | деревня                         | ↗16       |
| 56 | Филино                    | посёлок                         | ↘131      |
| 57 | Хорятино                  | деревня                         | ↗35       |
| 58 | Цепелёво                  | деревня                         | ↗34       |
| 59 | Ченцы                     | деревня                         | ↗40       |
| 60 | Черемха                   | деревня                         | ↗16       |
| 61 | Ширилиха                  | деревня                         | ↗37       |
| 62 | Юдиха                     | деревня                         | ↗74       |
| 63 | Юрино                     | деревня                         | ↗85       |

## Местное самоуправление
| Имя                        | Должность | Адрес                                                | Телефон           | Обращаться по вопросам                                    |
| -------------------------- | --------- | ---------------------------------------------------- | ----------------- | --------------------------------------------------------- |
| Коростелёв Юрий Леонидович | Глава     | с. Клязьминский Городок, ул. Фабричный поселок, д.35 | (8 49232) 7-63-37 | связанные с жизнеобеспечением жителей сельского поселения |

## Бюджетные учреждения
На территории поселения находится 26 бюджетных учреждений, в том числе 5 школ:
| № | Наименование | Адрес                                         | Телефон | Директор                        |
| - | --- | --------------------------------------------- | ------- | ------------------------------- |
| 1 | Муниципальное общеобразовательное учреждение «Клязьмогородецкая средняя общеобразовательная школа» Ковровского района                    | с. Клязьминский Городок, ул. Школьная, дом 37 | 7-63-10 | Молоткова Екатерина Викторовна  |
| 2 | Муниципальное общеобразовательное учреждение «Осиповская средняя общеобразовательная школа» Ковровского района                           | пос. Достижение ул Фабричная, дом 42          | 7-60-17 | Овсянкина Евгения Александровна |
| 3 | Муниципальное общеобразовательное учреждение «Крестниковская основная общеобразовательная школа» Ковровского района                      | п. Крестниково, ул Школьная, дом 9            | 2-28-35 | Иванова Наталья Павловна        |
| 4 | Муниципальное общеобразовательное учреждение «Пантелеевская основная общеобразовательная школа» Ковровского района                       | с. Пантелеево, ул Подгорица, дом 2            | 7-56-34 | Гулина Наталья Николаевна       |
| 5 | Муниципальное общеобразовательное учреждение «Санниковская основная общеобразовательная школа» Ковровского района (с дошкольной группой) | с. Санниково, ул Садовая, д. 1                | 7-55-41 | Лаптева Валентина Аркадьевна    |

На территории поселения находятся 2 дошкольных образовательных учреждений:
| № | Наименование                                                                            | Адрес                                 | Телефон | Руководитель               |
| - | --------------------------------------------------------------------------------------- | ------------------------------------- | ------- | -------------------------- |
| 1 | Муниципальное дошкольное образовательное учреждение детский сад № 6 Ковровского района  | пос .Достижение, ул Фабричная, дом 36 | 7-60-34 | Терехова Любовь Николаевна |
| 2 | Муниципальное дошкольное образовательное учреждение детский сад № 30 Ковровского района | Клязьминская ПМК, дом 19              | 7-63-17 | Киевская Ольга Борисовна   |

## Известные уроженцы
- Арменков, Михаил Флегонтович (1894—1967) — советский партийный и государственный деятель. Участник Первой мировой войны, полный Георгиевский кавалер, награждён также орденом Красного Знамени за боевые отличия в Гражданской войне. Родился в ныне несуществующей деревне Иванькова.